# Syenara
Le syenara, aussi parfois appelé sénoufo ou sénoufo-syenara, est une langue sénoufo parlée au Mali dans les cercles de Sikasso et de Kadiolo, et en Côte d’Ivoire et au Burkina Faso. Elle est proche d’autres langues sénoufo, comme le mamara.

## Écriture
Au Mali, le syenara s’écrit avec un alphabet latin étendu définit par le décret No 159/PG-RM du 19 juillet 1982.
| Alphabet syenara (Mali, 1982) | Alphabet syenara (Mali, 1982) | Alphabet syenara (Mali, 1982) | Alphabet syenara (Mali, 1982) | Alphabet syenara (Mali, 1982) | Alphabet syenara (Mali, 1982) | Alphabet syenara (Mali, 1982) | Alphabet syenara (Mali, 1982) | Alphabet syenara (Mali, 1982) | Alphabet syenara (Mali, 1982) | Alphabet syenara (Mali, 1982) | Alphabet syenara (Mali, 1982) | Alphabet syenara (Mali, 1982) | Alphabet syenara (Mali, 1982) | Alphabet syenara (Mali, 1982) | Alphabet syenara (Mali, 1982) | Alphabet syenara (Mali, 1982) | Alphabet syenara (Mali, 1982) | Alphabet syenara (Mali, 1982) | Alphabet syenara (Mali, 1982) | Alphabet syenara (Mali, 1982) | Alphabet syenara (Mali, 1982) | Alphabet syenara (Mali, 1982) | Alphabet syenara (Mali, 1982) | Alphabet syenara (Mali, 1982) | Alphabet syenara (Mali, 1982) | Alphabet syenara (Mali, 1982) | Alphabet syenara (Mali, 1982) | Alphabet syenara (Mali, 1982) | Alphabet syenara (Mali, 1982) | Alphabet syenara (Mali, 1982) | Alphabet syenara (Mali, 1982) |
| ----------------------------- | ----------------------------- | ----------------------------- | ----------------------------- | ----------------------------- | ----------------------------- | ----------------------------- | ----------------------------- | ----------------------------- | ----------------------------- | ----------------------------- | ----------------------------- | ----------------------------- | ----------------------------- | ----------------------------- | ----------------------------- | ----------------------------- | ----------------------------- | ----------------------------- | ----------------------------- | ----------------------------- | ----------------------------- | ----------------------------- | ----------------------------- | ----------------------------- | ----------------------------- | ----------------------------- | ----------------------------- | ----------------------------- | ----------------------------- | ----------------------------- | ----------------------------- |
| A                             | B                             | C                             | D                             | E                             | Ɛ                             | F                             | G                             | GB                            | H                             | I                             | J                             | K                             | KP                            | L                             | M                             | N                             | Ɲ                             | Ŋ                             | O                             | Ɔ                             | P                             | R                             | S                             | SH                            | T                             | U                             | V                             | W                             | Y                             | Z                             | ZH                            |
| a                             | b                             | c                             | d                             | e                             | ɛ                             | f                             | g                             | gb                            | h                             | i                             | j                             | k                             | kp                            | l                             | m                             | n                             | ɲ                             | ŋ                             | o                             | ɔ                             | p                             | r                             | s                             | sh                            | t                             | u                             | v                             | w                             | y                             | z                             | zh                            |